# Десайи, Жан
Жан Десайи (фр. Jean Desailly; 24 августа 1920, Париж — 11 июня 2008, там же) — французский театральный и киноактёр.

## Биография
Дебютировал в Комеди Франсез в 1942 году. В 1943 году играл в спектаклях «Атласный башмачок» Клоделя и «Федра» Расина, поставленных Жаном-Луи Барро и Мадлен Рено.
В 1958 году с Жаном Габеном сыграл в фильме «Мегрэ расставляет силки». Также сыграл главную роль в фильме «Смерть красавицы» (1961), также снятом по мотивам рассказов Жоржа Сименона.
Наиболее известен ролью профессора литературы, бросившего все ради любви к стюардессе (Франсуаза Дорлеак), в фильме Франсуа Трюффо «Нежная кожа» (1964).
Более 60 лет выступал на театральной сцене со своей супругой Симоной Валер.

## Избранная фильмография
- 1946 — Пасторальная симфония / La symphonie pastorale — Жак Мартенс
- 1954 — Тайны Версаля (Если бы Версаль поведал о себе) / Si Versailles m'etait conte — Мариво
- 1955 — Большие манёвры / Les Grandes manoeuvres — Виктор Дюверье
- 1958 — Мегрэ расставляет сети / Maigret tend un piège — Марсель Мурен
- 1958 — Сильные мира сего / Les Grandes Familles — Франсуа Шудлер
- 1962 — Стукач / Le Doulos — комиссар Кляйн
- 1962 — Семь смертных грехов — месье Дюпарк
- 1963 — Шевалье де Мезон Руж (сериал) / Le chevalier de Maison Rouge — Моран, шевалье де Мезон Руж
- 1964 — Нежная кожа / La Peau douce — Пьер Ляшне
- 1972 — Полицейский / Un Flic — уважаемый джентльмен
- 1972 — Убийство Троцкого / The Assassination of Trotsky — Альфред Росмер
- 1972 — Про́клятые короли — читает закадровый текст
- 1973 — Наследник / L'Heritier — Жан-Пьер, журналист
- 1979 — Опасная жалость / La pitie dangereuse — господин фон Кекешфальва
- 1981 — Профессионал / Le professionel — министр